# 카니발: 피의 만찬
《카니발: 피의 만찬》(We Are What We Are)은 2013년 공개된 미국의 영화이다.

## 줄거리
파커 가족은 캐츠킬산맥에 사는 다소 은둔적인 종교 가족으로, 의식적인 단식 기간을 앞두고 있다. 지역 잡화점에서 물품을 구매한 후, 파커 부인은 실종된 십대 소녀에 대한 포스터를 발견한다. 그녀는 입에서 피를 흘리기 시작하고, 차에 도착하기도 전에 물에 잠긴 도랑에 넘어지고 익사한다. 슬픔에 잠긴 남편 프랭크는 시신을 확인하러 나타나지 않고 대신 두 딸 로즈와 아이리스를 보낸다. 프랭크의 어린 아들 로리를 출산한 배로 박사는 부검이 주에서 의무화되어 있다고 설명한다. 검사 중 그는 프리온 질병의 증거를 발견한다.
로즈와 아이리스는 어머니의 종교적 의무를 수행할 준비가 되었는지 논의하지만, 아이리스는 올해의 의식을 반드시 수행해야 한다고 고집한다. 로리는 아버지의 창고로 들어가 젊은 여성이 인질로 잡혀 있는 것을 발견한다. 프랭크는 몇 달 전 길가에서 그녀의 차가 고장 난 것을 보고 그녀를 납치했다. 프랭크는 딸들에게 인질을 죽이고 도살하도록 강요한다. 그들은 마지못해 복종하고, 온 가족이 그녀의 유해를 먹는다.
딸이 이전에 실종되었던 배로 박사는 개울에서 뼈 조각을 발견하고 의심을 품는다. 믹스 보안관이 그의 우려를 일축하지만, 배로는 앤더스 부보안관을 설득하여 조사를 시작하게 한다. 앤더스는 개울에서 더 많은 증거를 발견하지만, 그에게 반한 아이리스와 마주친다. 앤더스는 그녀에 대한 자신의 감정을 고백한다. 혼란스럽고 죄책감에 압도된 아이리스는 울음을 터뜨린다. 앤더스는 그녀를 위로하고 그들은 성관계를 가지지만, 프랭크가 그들을 발견하고 앤더스를 죽인다.
프랭크는 딸들에게 격분하여 그들을 침실에 머물게 명령한다. 그는 들판으로 나가 마체테로 강둑 근처의 작물을 찢어발기면서 경전을 외친다. 그는 턱뼈를 발견하고, 이어서 수많은 유해가 강물에 떠내려오는 것을 발견한다. 프랭크는 가능한 한 많이 잡으려 하지만 소용없다는 것을 깨닫는다. 그의 사무실에서 배로는 파커 부인의 증상을 잘못 식별했으며, 그녀가 실제로는 인간 식인 풍습으로 인한 질병인 쿠루를 앓고 있었다는 것을 깨닫는다. 한편, 딸들은 아버지가 잠든 사이에 도시로 떠날 계획을 세운다. 프랭크가 방에서 기도를 암송하는 동안, 로즈는 자동차 열쇠를 가져간다. 프랭크는 몇 컵의 분말 비소로 저녁 식사를 요리하고 독살하는데, 로즈는 나중에 이를 발견하고 그의 살인-자살 계획을 알게 된다. 저녁 식사에서 로즈는 로리가 한 입 먹기도 전에 그의 그릇과 숟가락을 쳐서 떨어뜨린다. 배로가 갑자기 프랭크와 이야기하기 위해 도착하고, 아이리스의 머리에서 실종된 딸의 머리 장식을 보고 충격을 받는다. 그녀에게 무슨 일이 일어났는지 물으며 배로는 프랭크와 싸운다. 총을 든 프랭크는 배로를 쏘려고 하지만, 아이리스가 배로를 보호하기 위해 앞에 뛰어들면서 아이리스에게 부상을 입힌다. 프랭크는 결국 배로를 쓰러뜨린다. 로즈와 로리는 친절한 채식주의 이웃 마지네 집으로 도망친다. 프랭크는 마지의 집에 침입하여 그녀를 죽이고, 로리와 로즈를 설득하여 집으로 돌아간다.
프랭크는 다시 아이들에게 먹으라고 시도한다. 그러나 그가 로즈에게 죽은 어머니를 닮았다고 말하자, 로즈와 아이리스는 그를 공격한다. 그들은 그를 물어뜯고, 몸에서 살을 찢어발기고, 그가 죽을 때까지 그를 먹어치운다. 로즈는 겨우 의식을 유지하고 있던 배로가 이 모든 것을 목격했다는 것을 알아차린다. 그녀는 그의 딸의 머리 장식을 그의 가슴에 놓는다. 다음 날 아침, 아이들은 마을을 떠난다. 로즈의 손에는 아버지가 이전에 주었던 일기가 들려 있는데, 이는 조상들의 식인 풍습에 대한 기억을 상세히 기록하고 있다.

## 출연

### 주연
- 캐시 드파이바
- 빌 세이지
- 엠바이어 칠더스
- 줄리아 가너
- 오데야 러쉬

### 조연
- 켈리 맥길리스
- 마이클 팍스
- 로랑 레이토
- 와이어트 러셀
- 앤마리 롤리스
- 트레이시 호벨
- 네트 드울프
- 닉 다미시
- 보니아 아슬래니언
- 래리 페슨덴
- 조엘 내글
- 레이건 레너드

## 기타
- 프로듀서: 앤드류 코킨
- 프로듀서: 린다 모랜
- 프로듀서: 니콜라스 슈메이커
- 조감독: 조셉 치카렐라
- 사운드슈퍼바이저: 루이스 골드스타인
- 작곡: 필 모스만
- 미술: 러셀 반스
- 세트: 다니엘 R. 커스팅
- 특수효과: 피트 게르너
- 시각효과: 데이비드 이즈요민
- -스턴트: 자레드 버크
- 의상: 엘리자베스 바스톨라
- 배역: 시그 드 미구엘
- 배역: 스티븐 빈센트

## 등급
- 제한상영가 → 청소년 관람불가
- R18+[1] 수정판 R15+[2]
- R
- 18[3]
- R21[4]